# Eleusine intermedia
Eleusine intermedia là một loài thực vật có hoa trong họ Hòa thảo. Loài này được (Chiov.) S.M.Phillips mô tả khoa học đầu tiên năm 1972.